# ゲオルギ・ゲオルギエフ
ゲオルギ・ゲオルギエフ（Georgi Georgiev、1976年1月30日 - ）はブルガリアのパザルジク出身の柔道選手。階級は66kg級。身長168cm。

## 人物
柔道は8歳の時に始めた。さらに、サンボにも取り組んでいた。2000年のヨーロッパ選手権66kg級で3位になるが、2000年シドニーオリンピックでは2回戦で敗れた。2002年の世界軍人選手権大会では優勝した。2003年のヨーロッパ選手権では3位になった。翌年のアテネオリンピックでは銅メダルを獲得した。2006年から2年連続してヨーロッパ選手権で3位となった。

## 主な戦績
65kg級での戦績
- 1993年 - ヨーロッパユースオリンピックフェスティバル　2位
- 1995年 - ミリタリーワールドゲームズ　3位

66kg級での戦績
- 1999年 - ミリタリーワールドゲームズ　2位
- 2000年 - ヨーロッパ選手権　3位
- 2002年 - ブルガリア国際　優勝
- 2002年 - 世界軍人選手権大会　優勝
- 2003年 - ヨーロッパ選手権　3位
- 2004年 - フランス国際　3位
- 2004年 - アテネオリンピック　3位
- 2005年 - 世界軍人選手権大会　3位
- 2006年 - フランス国際　優勝
- 2006年 - ヨーロッパ選手権　3位
- 2007年 - ヨーロッパ選手権　3位